# Simon Tibbling
Simon Tibbling, né le 7 septembre 1994 à Stockholm en Suède, est un footballeur suédois. Il évolue au poste de milieu offensif au Sarpsborg 08.

## Biographie

### En club
Né à Stockholm en Suède, Simon Tibbling commence le football au Grödinge SK à l'âge de six ans. Il est ensuite repéré par l'IF Brommapojkarna qui le contact lorsqu'il est âgé de neuf ans. Il rejoint le club où il fait une grande partie de sa formation avant de rejoindre le Djurgårdens IF. C'est avec ce club qu'il fait ses débuts en professionnel, jouant son premier match le 29 avril 2012, lors d'une rencontre de championnat face au Kalmar FF. Il entre en jeu à la place de Yussif Chibsah et les deux équipes se neutralisent (1-1 score final).
Le 28 novembre 2014, il rejoint le club néerlandais du FC Groningue pour un montant d'1,5M€. Dans sa nouvelle équipe, il est titulaire indiscutable et est clairement l'élément fort du milieu de terrain de Groningue. Il a d'ailleurs contribué à la victoire en Coupe des Pays-Bas en 2015.
Durant le mercato hivernal de 2016, on parlait d'un intérêt de l'Ajax.
Le 21 juillet 2017, Simon Tibbling rejoint le Danemark afin de s'engager en faveur du Brøndby IF. Il signe un contrat de cinq ans, soit jusqu'en juin 2022.
En mai 2021 est annoncé le retour de Simon Tibbling dans le championnat danois, le joueur s'engageant au Randers FC pour un contrat de quatre ans,.
Le 29 juillet 2022, Simon Tibbling rejoint cette fois la Norvège afin de s'engager en faveur du Sarpsborg 08. Il signe un contrat de deux ans et demi, soit jusqu'en décembre 2024,.
Il marque son premier but pour Sarpsborg le 11 septembre 2022, lors d'une rencontre de championnat face au Aalesunds FK. Il participe ainsi à la victoire de son équipe par trois buts à un.

### En équipe nationale
Avec la sélection suédoise, il participe au championnat d'Europe espoirs 2015 organisé en Tchéquie. L'équipe de Suède remporte la compétition en battant le Portugal. Simon aura contribué au succès des siens en marquant un but important face au Portugal phases de poules (1-1) et face au Danemark en demi-finale (victoire 4-1).

## Palmarès
- Vainqueur de l'Euro espoirs 2015 avec l'équipe de Suède
- Vainqueur de la Coupe des Pays-Bas en 2015 avec le FC Groningue
- Finaliste de la Coupe de Suède en 2013 avec le Djurgårdens IF
- Vainqueur de la Coupe du Danemark en 2018